# Прапор Петрівського району
Пра́пор Петрі́вського райо́ну — офіційний символ Петрівського району Кіровоградської області, затверджений 28 березня 2003 року рішенням № 31 сесії Петрівської районної ради. Автор проекту — В. Кривенко.

## Опис
Прапор являє собою прямокутне полотнище зі співвідношенням сторін 2:3, що складається з трьох горизонтальних смуг: синьої, білої та синьої зі співвідношенням 3:1:1, а у верхньому куті від древка зображені перехрещені жовті булава та колос.

## Символіка
Срібна балка є символом річки Інгулець, що протікає територією Петрівщини. Перехрещені булава та колос характеризують Петрівщину як козацький край, землі якого входили до Вольностей Війська Запорізького та пов'язаного з цим початком їх заселення.